# Битва Джошів
Бій Джошів (також відомий як Битва Джошів, Бій Джошуа) — вірусний мем та несправжня битва в Ейр-Парку в Лінкольні, штат Небраска, що відбулась 24 квітня 2021 року. Подію придумав студент коледжу на ім'я Джош Суейн з Тусона, штат Арізона, 24 квітня 2020 р. Вона набула популярності після скріншота групового чату Facebook Messenger, у якому перебували користувачі на ім'я Джош. Суейн закликав учасників зустрічатися за набором координат і змагатися за право використовувати ім'я Джош. Хоча спочатку ця подія була задумана, як жарт, вона зібрала декілька сотень людей. Незважаючи на заголовок, жодного насильства не було, і збір був несерйозним. Подія набула популярності в Інтернеті, як Інтернет-явище.

## Передумови
24 квітня 2020 року Свейн додав кількох користувачів Facebook Messenger на ім'я Джош Суейн до групового чату від і розпочав розмову, в якій було сказано:
|  | You're probably wondering why I've gathered you all here today. Because we all share the same names....? Precisely, 2021-04-24 12:00:00, meet at these coordinates, (40.8223286°N 96.7982002°W) we fight, whoever wins gets to keep the name, everyone else has to change their name, you have a year to prepare, good luck. Переклад Вам напевно цікаво чому я зібрав вас тут сьогодні. Бо у нас однакові імена....? В 2021-04-24 12:00:00, зустрінемось на цих координатах: (40.8223286°N 96.7982002°W). Ми битимемось, той, хто виграє зможе залишити своє ім‘я, усі інші повинні змінити свої імена, у вас рік на підготовку, удачі. |

Знімок екрана групового чату став популярним інтернет-мемом, коли його опублікували у квітні 2021 року, але справжніх планів проведення заходу на той час не було. Проведення було знову запропоноване, коли про публікацію згадали друзі Суейна. За кілька місяців до квітня 2021 року, Суейн почав поширювати інформацію в соціальних мережах. У своєму дописі на Reddit Суейн закликав учасників брати з собою макарони для басейну як зброю та їжу, яка повільно псується.
Суейн пояснив, що ідея заходу була задумана від нудьги під час COVID-19 корантину, а також через розчарування від неможливості отримати значок верифікації у соціальних медіа у зв'язку з високою кількістю людей, у яких таке ж ім‘я. Суейн не очікував, що запрошення стане популярним. Він обрав місцем проведення заходу Лінкольн, штат Небраска, через його центральне розташування в межах США. Конкретні координати були розташовані в приватній власності. Власник нерухомості «не погодився провести таку смішну подію», тому бій був перенесений у парк, який знаходився приблизно у 4,6 км від попереднього місця події.

## Дійство
У вибраний день кілька сотень людей, у тому числі багато хто з іменами Джош, зібралися в Ейр-Парку в Лінкольні. Присутні прибули з Нью-Йорка, Х'юстона та Вашингтона, дехто був одягнений у костюми супергероїв та «Зоряних воєн». Збір також включав елемент збору коштів для Дитячої лікарні та медичного центру в Омасі, який зібрав понад 8000 доларів США, а також було зібрано 90 кілограм їжі для сусіднього продуктового банку.
Було проведено три «поєдинки» — одна гра в камінь-ножиці-папір для тих, кого назвали Джошем Суейном, друга — з макаронами для басейну для всіх присутніх на ім'я Джош, і третя — загальна битва для тих, хто має макарони для басейну. Присутніми були лише двоє Джошів Суейнів — Джош Суейн — творець заходу, який переміг суперника Джоша Суейна з Омахи у камінь-ножиці-папір. Місцевий чотирирічний хлопчик на ім'я Джош Вінсон-молодший, якого охрестили «Маленьким Джошем» лікувався в дитячій лікарні та медичному центрі в Омасі від нападів, коли йому було два роки, був оголошений переможцем після фальсифікованого бою і увінчаний паперовою короною від Burger King (яка була занадто великою, щоб вмістити його голову), а також реплікою поясу чемпіонату світу AEW.